# Holoblepharum
Holoblepharum là một chi rêu trong họ Hookeriaceae.